# Radyvyliv
Radyvyliv (Ucraino: Радивилів, in polacco: Radziwiłłów, in yiddish: ראדזיווילוב, in russo: Радивилов, Radivilov) è una città  dell'Ucraina (10 427 abitanti) situata nel distretto di Dubno, nell'oblast' di Rivne. Ospita l'amministrazione della comunità territoriale di Radyvyliv, una delle comunità territoriali dell'Ucraina.
Fino al 18 luglio 2020 Radyvyliv era il centro amministrativo del distretto di Radyvyliv, abolito come parte della riforma amministrativa dell'Ucraina, che ha ridotto a quattro il numero dei distretti dell'oblast' di Rivne. L'area del distretto di Radyvyliv è stata trasferita al distretto di Dubro.

## Geografia
Radyvyliv è situata nell'Ucraina occidentale, nella parte meridionale dell'oblast' di Rivne. Si trova a 90 km a sud-est di Rivne, a 94 km a nord-est di Leopoli e a 377 km a ovest dalla capitale ucraina Kiev.

## Storia
Radyvyliv viene menzionato per la prima volta nel 1564 come possedimento dei magnati Radziwiłł, di origine polacco-lituana. Successivamente divenne parte del Granducato di Lituania. Ma dopo l'Unione di Lublino nel 1569, fu posta direttamente sotto la subordinazione del Regno di Polonia. Nel XVIII secolo la città era di proprietà dei Malczewski. Nel 1775 Kajetan Miączyński ereditò Radziwilow, con le sue 146 case, ma fu venduta nel 1789 al banchiere Karol Schultz di Varsavia.
Dopo la prima spartizione della Polonia nel 1772, Radziwiłłów divenne una città di confine e tale rimase fino alla caduta definitiva della Repubblica delle Due Nazioni nel 1795. Successivamente fece parte dell'Impero russo fino alla fine della prima guerra mondiale. L'annessione alla Russia ha portato ad una crescita della città, poiché il suo distretto doganale era responsabile di un'ampia sezione lungo il confine russo-austriaco. Soprattutto durante le guerre napoleoniche e il blocco continentale, la cittadina ha beneficiato dell'intenso traffico commerciale, che transitava via Brody, che distava solo 10 km ma già nella Galizia austriaca, con gran parte delle merci trasportate illegalmente oltre confine.
Nell'ambito della riforma amministrativa dello zar Alessandro II, nel 1866, Radivilov divenne la sede dell'omonimo volost nel distretto (ouïezd) di Kremenec', ma ottenne lo status di città solo nel 1870. Nel 1873, Radivilov fu raggiunta dalla ferrovia ed iniziò a vivere una lenta industrializzazione. La sua popolazione passò da 2.500 a 7.500 abitanti tra il 1870 e il 1890, nonostante un devastante incendio nel 1882. Nel 1897 la popolazione ebraica di Radivilov ammontava a 4,322 unità, pari al 60% degli abitanti della cittadina. Nel 1910 il numero dei suoi abitanti raddoppiò di nuovo. A causa dell'intensità dei combattimenti durante la prima guerra mondiale, la guerra polacco-ucraina e poi la guerra polacco-sovietica, la sua popolazione scese sotto i 5.000 abitanti nel 1923.
Nel periodo tra le due guerre, Radyvyliv, secondo il suo nuovo nome ucraino, fu prima teoricamente parte dell'effimera Repubblica popolare ucraina dal 1918 al 1920, e annessa alla rinata Polonia e inclusa nel voivodato di Volinia. In seguito al patto Molotov-Ribbentrop fu annessa all'Unione Sovietica nel 1940 con il nome di Červonoarmyjs'k (ucraino: Червоноармійськ; russo: Червоноармейск, Červonoarmejsk), che letteralmente significava "Città dell'Armata Rossa". Fu poi occupata dalla nazisti il 30 giugno 1941. Poche settimane dopo le SS giustiziarono una quarantina di ebrei ritenuti militanti comunisti. Il 9 aprile 1942 i tedeschi istituirono nella cittadina un ghetto ebraico. Il 29 maggio successivo, circa 1.400 ebrei, ritenuti inabili al lavoro vennero massacrati dalla Sicherheitspolizei (SiPo), dall'Ordnungspolizei e dalla Polizia Ausiliaria Ucraina nella località di Suchodolie. Il 6 ottobre 1942 la restante popolazione ebraica di Radyvyliv, circa 1,600 persone fu assassinata dalla SiPo e dalla polizia ucraina a Suchodolie. Dopo quattro mesi di combattimenti, che distrussero gran parte della città, fu liberata il 19 marzo 1944 dall'Armata Rossa. Parte della popolazione ucraina si unì all'esercito insurrezionale ucraino (UPA). La maggior parte degli abitanti polacchi fu trasferita in Polonia durante la guerra, cacciata dall'UPA, o dopo la guerra sulla base di un accordo tra la Repubblica Popolare di Polonia e l'Unione Sovietica.
Dopo la seconda guerra mondiale, il progressivo arrivo di contadini ucraini trasformò Červonoarmyjs'k, cittadina precedentemente ebraica, polacca e ucraina (con pochi funzionari russi in epoca zarista), in una piccola città quasi esclusivamente ucraina. Nel 1991, in seguito alla riconquista dell'indipendenza dell'Ucraina, Červonoarmyjs'k è stata ribattezzata Radyvyliv il 3 marzo 1993.